# Río Cuckmere

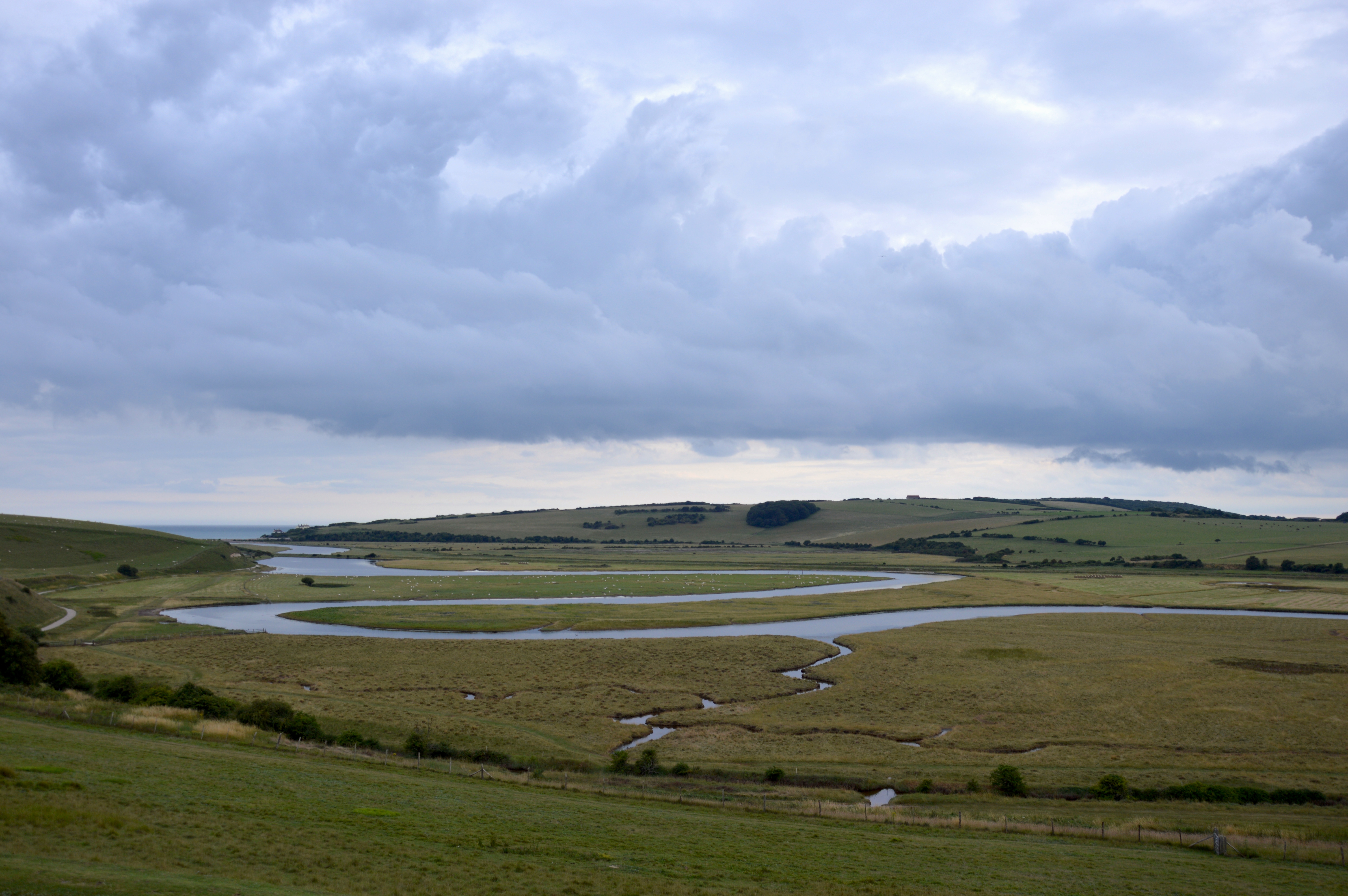
Meandro del río Cuckmere.

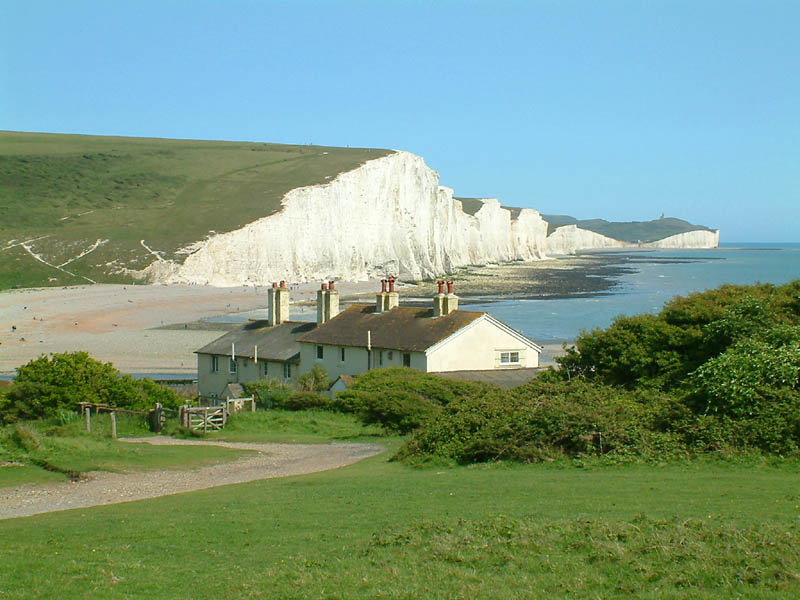
Los acantilados las Siete Hermanas y las cabañas de botes salvavidas, desde Seaford Head mostrando Cuckmere Haven (mirando hacia el Este).

El río Cuckmere nace cerca de Heathfield en East Sussex, Inglaterra en las laderas sureñas del Weald. El nombre del río probablemente deriva de una palabra en inglés antiguo que significa que fluye rápido, dado que desciende más de 100 m en sus primeros 6.5 km de recorrido. El río desemboca en el canal de la Mancha, siendo la única desembocadura de un río en la costa de Sussex que no ha sido conformada por el hombre.

## Descripción
El río tiene numerosos tributarios en su tramo superior, el principal es el río Bull; y su canal principal comienza en Hellingly. Luego de atravesar la zona agrícola de Weald, el Cuckmere corre a través de South Downs por un valle.  Llega al canal de la Mancha en Cuckmere Haven, entre Seaford y los acantilados las Siete Hermanas. La parte inferior de su curso en la planicie inundable posee meandros que son una característica distintiva de la zona. La Reserva Natural del Valle del Cuckmere se encuentra en la porción inferior del estuario del río. El valle desempeña un papel importante en la conservación de la naturaleza en la región.

## Historia y temas medioambientales
La parroquia civil del valle del Cuckmere toma su nombre del río. Durante el siglo XIX, se implementaron medidas para prevenir la inundación del valle superior.  En 1846, el curso del río fue enderezado mediante un dragado artificial; el canal contribuye a prevenir las inundaciones aguas arriba que solían alcanzar el pueblo de Alfriston.  Además permitió implementar un sistema de riego. Adicionalmente, se construyeron banquinas elevadas del río o diques, para proteger determinadas zonas de inundaciones. En décadas recientes, la zona se ha convertido en un importante destino turístico, al punto tal que los ingresos del turismo han sobrepasado los provenientes de la agricultura.  Sobre la margen oeste del río, donde la carretera A259 cruza el río en Exceat, se encuentra el famoso pub Golden Galleon.